# Horóc
Horóc (szlovákul Horovce) község Szlovákiában, a Trencséni kerületben, a Puhói járásban.

## Fekvése
Puhótól 10 km-re délnyugatra, a Vág jobb oldalán fekszik, az 507-es út mentén.

## Története
1259-ben „Gown” néven említik először. 1262-ben „Gowor” formában írják. Az Árpád-korban predialisták is élhettek a faluban. 1450-ben „Horowcz”, 1460-ban „Horowecz” néven szerepel az írott forrásokban. Birtokosai a Horoveczky, Dulovszky, Nozdrovichky, később a Madocsányi családok voltak. 1515-től a lednici váruradalomhoz tartozott. 1598-ban 31 ház állt a faluban. 1720-ban 23 adózója volt, közülük 22 zsellér. 1784-ben 47 házában 57 családban 351 lakos élt.
A 18. század végén Vályi András így ír róla: „HORÓCZ. Horovce. Tót falu Trentsén Várm. lakosai katolikusok, fekszik Vág vize mellett, Rovnához közel, ’s révje is van, az Uraságnak kastéllyával ékes, földgye termékeny, legelője is elég van.”
1828-ban 38 háza volt 411 lakossal, akik főként mezőgazdasággal foglalkoztak. A 19. században pálinkafőzdéje működött.
Fényes Elek 1851-ben kiadott geográfiai szótárában így ír a faluról: „Horocz, tót falu, Trencsén vmegyében, a Vágh jobb partján, hol ezen rév vagyon. Táplál 408 kath., 6 zsidó lak. Ékesiti az uraság csinos kastélya. F. u. Madocsányi. Ut. p. Trencsén 5 óra.”
A trianoni békéig Trencsén vármegye Puhói járásához tartozott.

## Népessége
| Év:            | 1994. | 2004.   | 2014.   | 2024.   |
| -------------- | ----- | ------- | ------- | ------- |
| Emberek száma: | 806   | 784     | 847     | 917     |
| Eltérés:       |       | -2,72 % | +8,03 % | +8,26 % |

| Év:            | 2023. | 2024.   |
| -------------- | ----- | ------- |
| Emberek száma: | 914   | 917     |
| Eltérés:       |       | +0,32 % |

1910-ben 422, túlnyomórészt szlovák anyanyelvű lakosa volt.
2001-ben 781 lakosából 779 szlovák volt.
2011-ben 829 lakosából 823 szlovák volt.
2021-ben 840 lakosából 817 szlovák, 1 egyéb és 22 ismeretlen nemzetiségű volt.

## Neves személyek
- Itt született 1639-ben Madocsányi Zsigmond jezsuita áldozópap és tanár.
- Itt született 1855. március 24-én Krasznyánszky Károly piarista szerzetes, paptanár, egyházi író.
- Itt született 1855. május 19-én Chorényi József illavai plébános, helytörténész.
- Itt született 1912-ben Karol Rebro jogtörténész, egyetemi professzor.[7]
- Itt halt meg 1787. június 4-én Gavlovics Márton Hugolin ferences szerzetes, pap, szlovák barokk egyházi író.

## Nevezetességei
- Reneszánsz kastélya 1594-ben épült, később többször átépítették.
- Római katolikus temploma eredetileg reneszánsz stílusú, 1627-ben épült. A 18. században bővítették és barokk stílusban építették át.
- Kápolna a 18. század végéről.
- Mauzóleuma 1900 körül épült.

## Külső hivatkozások
- Községinfó
- Horóc Szlovákia térképén
- E-obce.sk